# Vemeno

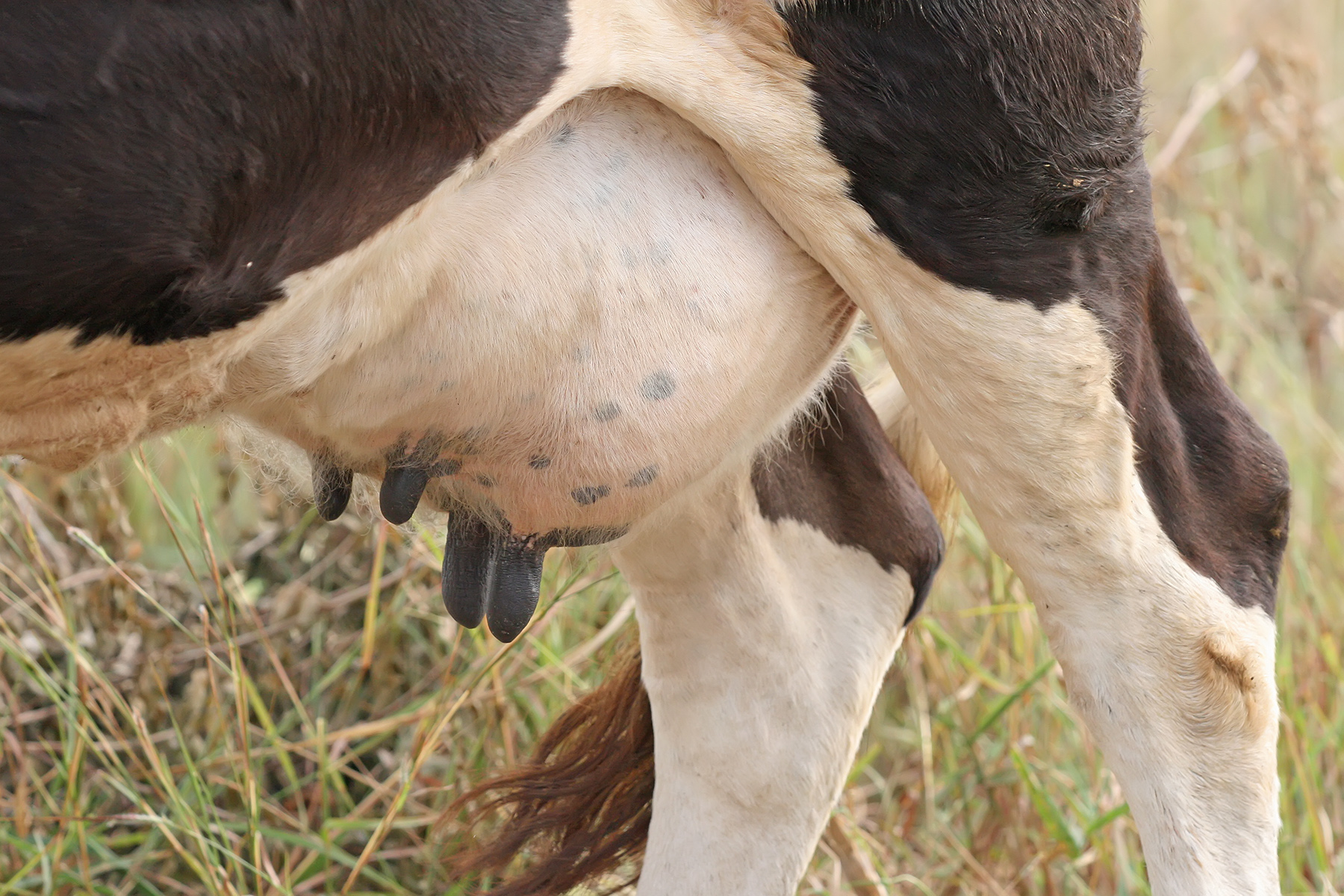
Kraví vemeno

Vemeno (latinsky uber) je orgán tvořený mléčnými žlázami, jenž se vyskytuje u samic savců, zejména přežvýkavců, jako jsou skot, kozy, a jeleni, dále mimo přežvýkavce, třeba u koně.
Vemeno se skládá z párů mléčných žláz. U skotu se obvykle vyskytují dva páry, u ovcí, koz a jelenů jeden pár, a u některých zvířat, jako jsou například prasata, existuje párů více.
Péče o vemeno a celkovou hygienu u krav je důležitá pro dojení kvalitního mléka a pro předcházení mastitidě.